# Lucky-Unlucky/Oh! my darling
「Lucky-Unlucky/Oh! my darling」（ラッキー・アンラッキー/オー・マイ・ダーリン）は、Hey! Say! JUMPと山田涼介の楽曲。Hey! Say! JUMPの24作目の両A面シングルとして、2019年5月22日にジェイ・ストームから発売。

## 概要
- 前作「COSMIC☆HUMAN」から約9ヶ月及び令和の時代に発売された最初のシングルとなる。

- 本作は、メンバーの岡本圭人の2年間の留学による一時活動休止後、8人体制で初のシングルとなる。

- 初回限定盤1・2、通常盤の3種類で発売となり、それぞれ収録曲・ジャケット写真ともに異なる。

- 表題曲「Lucky-Unlucky」は、メンバーの知念侑李主演 日本テレビ系シンドラ『頭に来てもアホとは戦うな!』の主題歌である。[1]

- また、表題曲「Oh! my darling」は、同じくメンバーの山田涼介が歌っており、自身出演 コーセーコスメポート『ラチェスカ』のCMソングである。尚、ソロ名義でのシングルリリースは、「ミステリー ヴァージン」以来、6年ぶりとなる。

- 初回限定盤1(JUMPremium BOX盤)には、「Lucky-Unlucky」のビデオクリップ+メイキングとカップリング曲「Last Dance」を収録。

- 初回限定盤2には、「Oh! my darling」のビデオクリップ+メイキングと『Hey! Say! JUMP LIVE TOUR SENSE or LOVE』にて披露された「真夜中のシャドーボーイ〜SENSE or LOVE Remix〜」を収録。

- 通常盤には、カップリング曲「Entertainment」「バンビーノ」とオリジナル・カラオケ4曲を収録。

## 封入特典

### 初回限定盤1
1. Lucky-Unlucky持っていてトートバッグ
2. 歌詞ブックレット(16P)のスペシャルBOX仕様

## 収録曲

### CD

#### 通常盤
1. Lucky-Unlucky
作詞：三留一純・MICO#、作曲：三留一純、編曲：Aaltostratus
  - 知念侑李主演 日本テレビシンドラ「頭に来てもアホとは戦うな!」主題歌
2. Oh! my darling - 山田涼介
作詞：m.piece、作曲：Victor Sagfors・m.piece、編曲：石塚知生
  - 山田涼介出演 コーセーコスメポート「ラチェスカ」CMソング
3. Entertainment
作詞・作曲・編曲：HIRO
4. バンビーノ
作詞・作曲：twelvelayers、編曲：遠藤ナオキ
5. Lucky-Unlucky（オリジナル・カラオケ）
6. Oh! my darling（オリジナル・カラオケ）
7. Entertainment（オリジナル・カラオケ）
8. バンビーノ （オリジナル・カラオケ）

#### 初回限定盤1
1. Lucky-Unlucky
2. Oh! my darling
3. Last Dance
作詞：m.piece、作曲：HIKARI・m.piece、編曲：Aaltostratus

#### 初回限定盤2
1. Oh! my darling
2. Lucky-Unlucky
3. 真夜中のシャドーボーイ 〜SENSE or LOVE Remix〜
作詞：ma-saya、ラップ詞：Komei Kobayashi、作曲：馬飼野康二、編曲：坂室賢一
  - 4thシングルのリミックスバージョン

### DVD

#### 初回限定盤1
1. Lucky-Unlucky（ビデオクリップ+メイキング）

#### 初回限定盤2
1. Oh! my darling（ビデオクリップ+メイキング）- 山田涼介